# Charophyta
Le Charophyta sono un taxa delle alghe verdi che include i parenti più stretti delle piante embriofite.

## Tassonomia
- Classe Mesostigmatophyceae
- Classe Chlorokybophyceae
- Classe Klebsormidiophyceae
- Classe Zygnemophyceae
  - Zygnematales
  - Desmidiales
- Classe Charophyceae
  - Coleochaetales
  - Charales